# Danh sách cầu thủ tham dự Cúp bóng đá nữ châu Á 2014
Đội hình chính thức của mỗi đội tuyển phải gồm 23 cầu thủ. Phải có đội hình sơ bộ từ 18-50 cầu thủ trước đó.

## Bảng A

### Úc
Đội hình được công bố vào ngày 6 tháng 5.
Huấn luyện viên: Alen Stajcic
| Số | VT | Cầu thủ                | Ngày sinh (tuổi)            | Trận | Bàn | Câu lạc bộ               |
| -- | -- | ---------------------- | --------------------------- | ---- | --- | ------------------------ |
| 1  | TM | Brianna Davey          | 13 tháng 1, 1995 (19 tuổi)  | 8    | 0   | Melbourne Victory        |
| 2  | HV | Teigen Allen           | 12 tháng 2, 1994 (20 tuổi)  | 27   | 0   | Western Sydney Wanderers |
| 3  | HV | Kim Carroll            | 2 tháng 9, 1987 (26 tuổi)   | 51   | 2   | Brisbane Roar            |
| 4  | HV | Clare Polkinghorne (c) | 1 tháng 2, 1989 (25 tuổi)   | 66   | 3   | Brisbane Roar            |
| 5  | HV | Laura Alleway          | 28 tháng 11, 1989 (24 tuổi) | 17   | 0   | Brisbane Roar            |
| 6  | TĐ | Leena Khamis           | 19 tháng 6, 1986 (27 tuổi)  | 19   | 5   | Sydney FC                |
| 7  | TĐ | Hayley Raso            | 5 tháng 9, 1994 (19 tuổi)   | 4    | 0   | Brisbane Roar            |
| 8  | TV | Elise Kellond-Knight   | 10 tháng 8, 1990 (23 tuổi)  | 36   | 0   | Brisbane Roar            |
| 9  | TĐ | Caitlin Foord          | 11 tháng 11, 1994 (19 tuổi) | 15   | 1   | Sky Blue                 |
| 10 | TV | Emily van Egmond       | 12 tháng 7, 1993 (20 tuổi)  | 21   | 4   | Western Sydney Wanderers |
| 11 | TĐ | Lisa De Vanna          | 14 tháng 11, 1984 (29 tuổi) | 84   | 31  | Boston Breakers          |
| 12 | TĐ | Kate Gill              | 10 tháng 12, 1984 (29 tuổi) | 73   | 37  | Perth Glory              |
| 13 | TV | Tameka Butt            | 16 tháng 6, 1991 (22 tuổi)  | 34   | 6   | Brisbane Roar            |
| 14 | HV | Alanna Kennedy         | 21 tháng 1, 1995 (19 tuổi)  | 12   | 0   | Western Sydney Wanderers |
| 15 | TV | Nicola Bolger          | 3 tháng 3, 1993 (21 tuổi)   | 1    | 0   | Sydney FC                |
| 16 | HV | Stephanie Catley       | 26 tháng 1, 1994 (20 tuổi)  | 16   | 1   | Melbourne Victory        |
| 17 | TV | Teresa Polias          | 16 tháng 5, 1990 (23 tuổi)  | 2    | 0   | Sydney FC                |
| 18 | TM | Lydia Williams         | 13 tháng 5, 1988 (26 tuổi)  | 34   | 0   | Western New York Flash   |
| 19 | TV | Katrina Gorry          | 13 tháng 8, 1992 (21 tuổi)  | 11   | 3   | Brisbane Roar            |
| 20 | TV | Samantha Kerr          | 10 tháng 9, 1993 (20 tuổi)  | 27   | 3   | Western New York Flash   |
| 21 | TM | Casey Dumont           | 25 tháng 1, 1992 (22 tuổi)  | 0    | 0   | Sydney FC                |
| 22 | TV | Ashleigh Sykes         | 15 tháng 12, 1991 (22 tuổi) | 5    | 2   | Canberra United          |
| 23 | TĐ | Michelle Heyman        | 4 tháng 7, 1988 (25 tuổi)   | 14   | 4   | Canberra United          |
| 24 | HV | Emma Checker           | 11 tháng 3, 1996 (18 tuổi)  | 1    | 0   | Melbourne Victory        |
| 25 | TV | Amy Harrison           | 21 tháng 4, 1996 (18 tuổi)  | 0    | 0   | Sydney FC                |

### Nhật Bản
Đội hình được công bố vào ngày 2 tháng 5.
Huấn luyện viên: Norio Sasaki
| Số | VT | Cầu thủ           | Ngày sinh (tuổi)            | Trận | Bàn | Câu lạc bộ           |
| -- | -- | ----------------- | --------------------------- | ---- | --- | -------------------- |
| 1  | TM | Miho Fukumoto (c) | 2 tháng 10, 1983 (30 tuổi)  | 71   | 0   | Okayama Yunogo Belle |
| 2  | HV | Saori Ariyoshi    | 1 tháng 11, 1987 (26 tuổi)  | 18   | 0   | NTV Beleza           |
| 3  | HV | Azusa Iwashimizu  | 14 tháng 10, 1986 (27 tuổi) | 100  | 8   | NTV Beleza           |
| 4  | HV | Yuria Obara       | 4 tháng 9, 1990 (23 tuổi)   | 0    | 0   | Albirex Niigata      |
| 5  | HV | Megumi Kamionobe  | 15 tháng 3, 1986 (28 tuổi)  | 25   | 2   | Albirex Niigata      |
| 6  | TV | Mizuho Sakaguchi  | 15 tháng 10, 1987 (26 tuổi) | 72   | 18  | NTV Beleza           |
| 7  | TĐ | Karina Maruyama   | 26 tháng 3, 1983 (31 tuổi)  | 78   | 14  | Speranza Osaka       |
| 8  | TV | Aya Miyama        | 28 tháng 1, 1985 (29 tuổi)  | 132  | 32  | Okayama Yunogo Belle |
| 9  | TV | Nahomi Kawasumi   | 23 tháng 9, 1985 (28 tuổi)  | 55   | 12  | Seattle Reign        |
| 10 | TV | Homare Sawa       | 6 tháng 9, 1978 (35 tuổi)   | 193  | 81  | INAC Kobe Leonessa   |
| 11 | TĐ | Chinatsu Kira     | 5 tháng 7, 1991 (22 tuổi)   | 1    | 0   | Urawa Reds           |
| 12 | TV | Emi Nakajima      | 27 tháng 9, 1990 (23 tuổi)  | 11   | 1   | INAC Kobe Leonessa   |
| 13 | TĐ | Megumi Takase     | 10 tháng 11, 1990 (23 tuổi) | 40   | 6   | INAC Kobe Leonessa   |
| 14 | TV | Nanase Kiryu      | 31 tháng 10, 1989 (24 tuổi) | 8    | 0   | Sky Blue             |
| 15 | TĐ | Yuika Sugasawa    | 5 tháng 10, 1990 (23 tuổi)  | 13   | 3   | JEF United           |
| 16 | TV | Hikaru Naomoto    | 3 tháng 3, 1994 (20 tuổi)   | 1    | 0   | Urawa Reds           |
| 17 | TĐ | Yūki Ōgimi        | 15 tháng 7, 1987 (26 tuổi)  | 107  | 48  | Chelsea L.F.C.       |
| 18 | TM | Ayumi Kaihori     | 4 tháng 9, 1986 (27 tuổi)   | 41   | 0   | INAC Kobe Leonessa   |
| 19 | HV | Rumi Utsugi       | 5 tháng 12, 1988 (25 tuổi)  | 67   | 5   | Montpellier HSC      |
| 20 | TV | Yuri Kawamura     | 17 tháng 5, 1989 (24 tuổi)  | 5    | 0   | Vegalta Sendai       |
| 21 | TM | Erina Yamane      | 20 tháng 12, 1990 (23 tuổi) | 7    | 0   | JEF United           |
| 22 | HV | Ruka Norimatsu    | 30 tháng 1, 1996 (18 tuổi)  | 1    | 0   | Urawa Reds           |
| 23 | HV | Shiho Kohata      | 12 tháng 11, 1989 (24 tuổi) | 0    | 0   | Urawa Reds           |
| 24 | TV | Ami Sugita        | 14 tháng 3, 1992 (22 tuổi)  | 0    | 0   | Iga F.C.             |
| 25 | TĐ | Michi Goto        | 26 tháng 7, 1990 (23 tuổi)  | 4    | 2   | Urawa Reds           |

### Jordan
Huấn luyện viên:  Okiyama Masahiko
| Số | VT | Cầu thủ                | Ngày sinh (tuổi)            | Trận | Bàn | Câu lạc bộ      |
| -- | -- | ---------------------- | --------------------------- | ---- | --- | --------------- |
| 1  | TM | Zina Al-Saadi          | 22 tháng 2, 1994 (20 tuổi)  |      |     | Shabab Al-Ordon |
| 2  | HV | Haya Khalil            | 12 tháng 9, 1994 (19 tuổi)  |      |     |                 |
| 3  | TĐ | Zean Bello             |                             |      |     |                 |
| 4  | TV | Luna Al-Masri          | 9 tháng 3, 1994 (20 tuổi)   |      |     | Shabab Al-Ordon |
| 5  | TĐ | Anfal Al-Sufy          | 14 tháng 10, 1995 (18 tuổi) |      |     |                 |
| 6  | TĐ | Razan Al-Zagha         |                             |      |     |                 |
| 7  | HV | Yasmeen Khair          | 29 tháng 6, 1987 (26 tuổi)  |      |     | Shabab Al-Ordon |
| 8  | TV | Stephanie Al-Naber (c) | 12 tháng 7, 1987 (26 tuổi)  |      |     | Shabab Al-Ordon |
| 9  | TĐ | Abeer Al-Nahar         | 13 tháng 2, 1991 (23 tuổi)  |      |     | Amman SC        |
| 10 | TĐ | Shatha Assahwneh       |                             |      |     |                 |
| 11 | TĐ | Maysa Jbarah           | 20 tháng 9, 1989 (24 tuổi)  |      |     | Amman SC        |
| 12 | TM | Tareiza Al-Oudat       | 3 tháng 12, 1992 (21 tuổi)  |      |     |                 |
| 13 | HV | Ala'a Abu Kasheh       | 23 tháng 4, 1989 (25 tuổi)  |      |     | Shabab Al-Ordon |
| 14 | HV | Enshirah Al-Hyasat     | 25 tháng 11, 1991 (22 tuổi) |      |     | Amman SC        |
| 15 | TĐ | Aida Al-Sufy           | 20 tháng 5, 1994 (19 tuổi)  |      |     |                 |
| 16 | TV | Shahenaz Jebreen       | 28 tháng 7, 1992 (21 tuổi)  |      |     | Amman SC        |
| 17 | TV | Sama'a Khraisat        | 15 tháng 8, 1991 (22 tuổi)  |      |     | Shabab Al-Ordon |
| 18 | HV | Hebah Fakher Elddin    | 19 tháng 11, 1990 (23 tuổi) |      |     |                 |
| 19 | HV | Ayah Al-Majali         | 9 tháng 3, 1992 (22 tuổi)   |      |     | Shabab Al-Ordon |
| 20 | TV | Shorooq Al-Shadhli     | 6 tháng 1, 1987 (27 tuổi)   |      |     | Shabab Al-Ordon |
| 21 | TM | Sherin Al-Shalabi      | 3 tháng 6, 1994 (19 tuổi)   |      |     | Shabab Al-Ordon |
| 22 | TĐ | Maysam Abu Khashabeh   | 18 tháng 5, 1993 (20 tuổi)  |      |     |                 |
| 23 | TĐ | Rima Yassen            |                             |      |     |                 |

### Việt Nam
Huấn luyện viên:  Trần Vân Phát
| Số | VT | Cầu thủ                | Ngày sinh (tuổi)            | Trận | Bàn | Câu lạc bộ |
| -- | -- | ---------------------- | --------------------------- | ---- | --- | ---------- |
| 1  | TM | Đặng Thị Kiều Trinh    | 19 tháng 12, 1985 (28 tuổi) |      |     |            |
| 2  | HV | Nguyễn Thị Xuyên       | 6 tháng 9, 1987 (26 tuổi)   |      |     |            |
| 3  | HV | Chương Thị Kiều        | 19 tháng 8, 1995 (18 tuổi)  |      |     |            |
| 4  | HV | Nguyễn Thị Nga         |                             |      |     |            |
| 5  | HV | Bùi Thị Như            | 10 tháng 6, 1990 (23 tuổi)  |      |     |            |
| 6  | TV | Phạm Hoàng Quỳnh       |                             |      |     |            |
| 7  | TV | Nguyễn Thị Tuyết Dung  | 13 tháng 12, 1993 (20 tuổi) |      |     |            |
| 8  | TĐ | Nguyễn Thị Minh Nguyệt | 16 tháng 11, 1986 (27 tuổi) |      |     |            |
| 9  | TV | Trần Thị Thùy Trang    |                             |      |     |            |
| 10 | TĐ | Nguyễn Thị Hòa         | 27 tháng 7, 1990 (23 tuổi)  |      |     |            |
| 11 | TĐ | Nguyễn Thị Nguyệt      |                             |      |     |            |
| 12 | HV | Vũ Thị Nhung           | 9 tháng 7, 1992 (21 tuổi)   |      |     |            |
| 13 | TV | Nguyễn Thị Muôn        | 7 tháng 10, 1988 (25 tuổi)  |      |     |            |
| 14 | TM | Lê Thị Tuyết Mai       | 15 tháng 12, 1985 (28 tuổi) |      |     |            |
| 15 | HV | Nguyễn Thị Ngọc Ánh    | 23 tháng 2, 1985 (29 tuổi)  |      |     |            |
| 16 | TV | Lê Thị Thương (c)      | 23 tháng 12, 1984 (29 tuổi) |      |     |            |
| 17 | HV | Nguyễn Hải Hòa         | 22 tháng 12, 1980 (33 tuổi) |      |     |            |
| 18 | TV | Nguyễn Thị Liễu        | 12 tháng 9, 1992 (21 tuổi)  |      |     |            |
| 19 | HV | Trần Thị Hồng Nhung    |                             |      |     |            |
| 20 | HV | Nguyễn Thị Mai         | 14 tháng 6, 1990 (23 tuổi)  |      |     |            |
| 21 | TM | Trần Thị Kim Thanh     |                             |      |     |            |
| 22 | TĐ | Lê Thu Thanh Hương     | 21 tháng 9, 1991 (22 tuổi)  |      |     |            |
| 23 | HV | Trần Thị Kim Hồng      | 26 tháng 1, 1985 (29 tuổi)  |      |     |            |

## Bảng B

### Trung Quốc
Huấn luyện viên: Hao Wei
| Số | VT | Cầu thủ       | Ngày sinh (tuổi)            | Trận | Bàn | Câu lạc bộ |
| -- | -- | ------------- | --------------------------- | ---- | --- | ---------- |
| 1  | TM | Zhang Yue     | 30 tháng 9, 1990 (23 tuổi)  |      |     |            |
| 2  | HV | Liu Shanshan  | 16 tháng 3, 1992 (22 tuổi)  |      |     |            |
| 3  | HV | Wang Lingling | 18 tháng 6, 1988 (25 tuổi)  |      |     |            |
| 4  | HV | Li Jiayue     | 8 tháng 6, 1990 (23 tuổi)   |      |     |            |
| 5  | HV | Wu Haiyan (c) | 26 tháng 2, 1993 (21 tuổi)  |      |     |            |
| 6  | HV | Li Dongna     | 6 tháng 12, 1988 (25 tuổi)  |      |     |            |
| 7  | TV | Xu Yanlu      | 16 tháng 9, 1991 (22 tuổi)  |      |     |            |
| 8  | TV | Huang Yini    | 7 tháng 1, 1993 (21 tuổi)   |      |     |            |
| 9  | TĐ | Lou Jiahui    | 26 tháng 5, 1991 (22 tuổi)  |      |     |            |
| 10 | TĐ | Li Ying       | 7 tháng 1, 1993 (21 tuổi)   |      |     |            |
| 11 | TĐ | Yang Li       | 31 tháng 1, 1991 (23 tuổi)  |      |     |            |
| 12 | TM | Chi Xiaohui   | 9 tháng 2, 1989 (25 tuổi)   |      |     |            |
| 13 | TĐ | Gao Qi        | 21 tháng 8, 1991 (22 tuổi)  |      |     |            |
| 14 | TĐ | Gu Yasha      | 28 tháng 11, 1990 (23 tuổi) |      |     |            |
| 15 | TV | Li Xianglin   | 14 tháng 9, 1989 (24 tuổi)  |      |     |            |
| 16 | TV | Wang Chen     | 24 tháng 10, 1989 (24 tuổi) |      |     |            |
| 17 | TV | Zhang Xin     | 23 tháng 5, 1992 (21 tuổi)  |      |     |            |
| 18 | TV | Han Peng      | 20 tháng 12, 1989 (24 tuổi) |      |     |            |
| 19 | TV | Zhou Feifei   | 24 tháng 9, 1987 (26 tuổi)  |      |     |            |
| 20 | TV | Zhang Rui     | 27 tháng 1, 1989 (25 tuổi)  |      |     |            |
| 21 | TV | Wang Shanshan | 27 tháng 1, 1990 (24 tuổi)  |      |     |            |
| 22 | TM | Wang Yun      | 30 tháng 5, 1989 (24 tuổi)  |      |     |            |
| 23 | TV | Ren Guixin    | 19 tháng 12, 1988 (25 tuổi) |      |     |            |
| 24 | TĐ | Zhao Rong     |                             |      |     |            |
| 25 | TĐ | Ma Xiaoxu     | 5 tháng 6, 1988 (25 tuổi)   |      |     |            |

### Myanmar
Huấn luyện viên: Myat Myat Oo
| Số | VT | Cầu thủ            | Ngày sinh (tuổi)            | Trận | Bàn | Câu lạc bộ |
| -- | -- | ------------------ | --------------------------- | ---- | --- | ---------- |
| 1  | TM | Mya Phu Ngon       | 10 tháng 8, 1989 (24 tuổi)  |      |     |            |
| 2  | HV | Khin Than Wai      | 2 tháng 11, 1995 (18 tuổi)  |      |     |            |
| 3  | HV | Zin Mar Win        | 2 tháng 1, 1990 (24 tuổi)   |      |     |            |
| 4  | HV | Moe Moe War (c)    | 21 tháng 9, 1984 (29 tuổi)  |      |     |            |
| 5  | HV | Phu Pwint Khaing   | 23 tháng 7, 1987 (26 tuổi)  |      |     |            |
| 6  | HV | San San Maw        | 5 tháng 10, 1980 (33 tuổi)  |      |     |            |
| 7  | TV | Than Than Htwe     | 24 tháng 7, 1986 (27 tuổi)  |      |     |            |
| 8  | TĐ | Naw Ar Lo Wer Phaw | 11 tháng 1, 1988 (26 tuổi)  |      |     |            |
| 9  | TĐ | Ye Ye Oo           | 1 tháng 8, 1990 (23 tuổi)   |      |     |            |
| 10 | TĐ | Khin Malar Tun     | 21 tháng 5, 1988 (25 tuổi)  |      |     |            |
| 11 | TV | Khin Moe Wai       | 16 tháng 12, 1989 (24 tuổi) |      |     |            |
| 12 | TĐ | Margret Marri      | 16 tháng 10, 1986 (27 tuổi) |      |     |            |
| 13 | TĐ | May Thu Kyaw       |                             |      |     |            |
| 14 | HV | Aye Aye Moe        |                             |      |     |            |
| 15 | TĐ | Nilar Win          | 1 tháng 7, 1989 (24 tuổi)   |      |     |            |
| 16 | TĐ | Shew Sin Aung      |                             |      |     |            |
| 17 | HV | Myint Myint Aye    | 27 tháng 12, 1988 (25 tuổi) |      |     |            |
| 18 | TV | May Sabai Phoo     |                             |      |     |            |
| 19 | HV | Zar Chi Oo         | 6 tháng 5, 1988 (26 tuổi)   |      |     |            |
| 20 | TM | May Khin Ya Min    | 11 tháng 1, 1986 (28 tuổi)  |      |     |            |
| 21 | TĐ | Yun Me Me Lwin     |                             |      |     |            |
| 22 | TV | Nan Kyay Ngon      | 27 tháng 3, 1986 (28 tuổi)  |      |     |            |
| 23 | TV | Win Theingi Tun    | 1 tháng 2, 1995 (19 tuổi)   |      |     |            |

### Hàn Quốc
Đội hình được công bố vào ngày 15 tháng 4.
Huấn luyện viên: Yoon Duk-yeo
| Số | VT | Cầu thủ         | Ngày sinh (tuổi)            | Trận | Bàn | Câu lạc bộ         |
| -- | -- | --------------- | --------------------------- | ---- | --- | ------------------ |
| 1  | TM | Jun Min-kyung   | 16 tháng 1, 1985 (29 tuổi)  | 37   | 0   | Goyang Daekyo      |
| 2  | HV | Seo Hyun-sook   | 6 tháng 1, 1992 (22 tuổi)   | 9    | 0   | Goyang Daekyo      |
| 3  | HV | Lee Eun-mi      | 18 tháng 8, 1988 (25 tuổi)  | 57   | 12  | Goyang Daekyo      |
| 4  | HV | Eo Hee-jin      | 21 tháng 3, 1991 (23 tuổi)  | 1    | 0   | Seoul WFC          |
| 5  | HV | Kim Do-yeon     | 7 tháng 12, 1988 (25 tuổi)  | 40   | 0   | Hyundai Red Angels |
| 6  | HV | Lim Seon-joo    | 27 tháng 11, 1990 (23 tuổi) | 28   | 1   | Hyundai Red Angels |
| 7  | TV | Jeon Ga-eul     | 14 tháng 9, 1988 (25 tuổi)  | 49   | 15  | Hyundai Red Angels |
| 8  | TV | Cho So-hyun (c) | 24 tháng 6, 1988 (25 tuổi)  | 59   | 3   | Hyundai Red Angels |
| 9  | TĐ | Park Eun-sun    | 25 tháng 12, 1986 (27 tuổi) | 20   | 11  | Seoul WFC          |
| 10 | TĐ | Ji So-yun       | 21 tháng 2, 1991 (23 tuổi)  | 59   | 28  | Chelsea L.F.C.     |
| 11 | TV | Kim Soo-yun     | 30 tháng 8, 1989 (24 tuổi)  | 39   | 9   | Jeonbuk KSPO WFC   |
| 12 | TĐ | Yoo Young-a     | 15 tháng 4, 1988 (26 tuổi)  | 40   | 17  | Hyundai Red Angels |
| 13 | TV | Kwon Hah-nul    | 7 tháng 3, 1988 (26 tuổi)   | 73   | 10  | Busan Sangmu       |
| 14 | TV | Kim Na-rae      | 1 tháng 6, 1990 (23 tuổi)   | 23   | 2   | Hyundai Red Angels |
| 15 | TV | Park Hee-young  | 21 tháng 3, 1991 (23 tuổi)  | 16   | 1   | Daejeon WFC        |
| 16 | TV | Lee Young-ju    | 22 tháng 4, 1992 (22 tuổi)  | 0    | 0   | Busan Sangmu       |
| 17 | TĐ | Yeo Min-ji      | 27 tháng 4, 1993 (21 tuổi)  | 13   | 2   | Daejeon WFC        |
| 18 | TM | Kim Jung-mi     | 16 tháng 10, 1984 (29 tuổi) | 74   | 0   | Hyundai Red Angels |
| 19 | HV | Song Su-ran     | 7 tháng 9, 1990 (23 tuổi)   | 2    | 0   | Daejeon WFC        |
| 20 | HV | Kim Hye-ri      | 25 tháng 6, 1990 (23 tuổi)  | 27   | 0   | Hyundai Red Angels |
| 21 | TM | Min Yu-kyeong   | 9 tháng 6, 1995 (18 tuổi)   | 0    | 0   | Hanyang University |
| 22 | TV | Lee So-dam      | 12 tháng 10, 1994 (19 tuổi) | 6    | 0   | Ulsan College      |
| 23 | HV | Ahn Hye-in      | 14 tháng 8, 1995 (18 tuổi)  | 4    | 0   | Uiduk University   |

### Thái Lan
Huấn luyện viên: Nuengruethai Sathongwien
| Số | VT | Cầu thủ                  | Ngày sinh (tuổi)            | Trận | Bàn | Câu lạc bộ            |
| -- | -- | ------------------------ | --------------------------- | ---- | --- | --------------------- |
| 1  | TM | Waraporn Boonsing        | 16 tháng 2, 1990 (24 tuổi)  |      |     | BG-Bandit Asia        |
| 2  | HV | Darut Changplook         | 3 tháng 2, 1988 (26 tuổi)   |      |     | North Bangkok College |
| 3  | HV | Natthakarn Chinwong      | 15 tháng 3, 1992 (22 tuổi)  |      |     | Khonkaen Sport School |
| 4  | HV | Duangnapa Sritala (c)    | 4 tháng 2, 1986 (28 tuổi)   |      |     | Bangkok-Thonburi      |
| 5  | HV | Kwanruethai Kunupatham   | 19 tháng 10, 1990 (23 tuổi) |      |     | BG-Bandit Asia        |
| 6  | TV | Pikul Khueanpet          | 20 tháng 9, 1988 (25 tuổi)  |      |     | BG-Bandit Asia        |
| 7  | TV | Silawan Intamee          | 22 tháng 1, 1994 (20 tuổi)  |      |     | Chonburi Sriprathum   |
| 8  | TV | Naphat Seesraum          | 11 tháng 5, 1987 (27 tuổi)  |      |     | Speranza F.C.         |
| 9  | HV | Warunee Phetwiset        | 13 tháng 12, 1990 (23 tuổi) |      |     | Chonburi Sriprathum   |
| 10 | HV | Sunisa Srangthaisong     | 6 tháng 5, 1988 (26 tuổi)   |      |     | BG-Bandit Asia        |
| 11 | TV | Ainon Phancha            | 27 tháng 1, 1992 (22 tuổi)  |      |     | Chonburi Sriprathum   |
| 12 | TĐ | Alisa Rukpinij           | 2 tháng 2, 1995 (19 tuổi)   |      |     | Chonburi Sriprathum   |
| 13 | TV | Orathai Srimanee         | 12 tháng 6, 1988 (25 tuổi)  |      |     | BG-Bandit Asia        |
| 14 | TV | Supaporn Gaewbaen        | 4 tháng 3, 1985 (29 tuổi)   |      |     | BG-Bandit Asia        |
| 15 | TĐ | Pajaree Thaoto           | 12 tháng 10, 1992 (21 tuổi) |      |     | BG-Bandit Asia        |
| 16 | HV | Kwanruedi Saengchan      | 10 tháng 9, 1993 (20 tuổi)  |      |     | BG-Bandit Asia        |
| 17 | TV | Anootsara Maijarern      | 14 tháng 2, 1986 (28 tuổi)  |      |     | Royal Thai Air Force  |
| 18 | TM | Sukanya Chor.Charoenying | 24 tháng 11, 1987 (26 tuổi) |      |     | Royal Thai Air Force  |
| 19 | TĐ | Taneekarn Dangda         | 15 tháng 12, 1992 (21 tuổi) |      |     | Bangkok-Thonburi      |
| 20 | TĐ | Rattikan Thongsombut     | 7 tháng 7, 1991 (22 tuổi)   |      |     | BG-Bandit Asia        |
| 21 | TV | Kanjana Sungngoen        | 21 tháng 9, 1986 (27 tuổi)  |      |     | Speranza F.C.         |
| 22 | TM | Yada Sengyong            | 10 tháng 9, 1993 (20 tuổi)  |      |     | North Bangkok College |
| 23 | TĐ | Nisa Romyen              | 18 tháng 1, 1990 (24 tuổi)  |      |     | North Bangkok College |
| 24 | TV | Jaruwan Chaiyaruk        |                             |      |     |                       |
| 25 | TV | Dujdao Wahamongkon       |                             |      |     |                       |